# Serrat de l'Ós
El Serrat de l'Ós és un serrat situat en el límit dels termes comunals de Censà i Real, el primer pertanyent a la comarca del Conflent i el segon a la del Capcir, tots dos de la Catalunya del Nord.
És a la zona nord-oest del terme de Censà i a la nord-est del de Real, al nord-est del Roc Cosconer i al sud-oest del Roc de l'Estany i de la Serra del Bernat. És un dels contraforts més a ponent de la Serra de Madres.